# Liste der Bodendenkmale in Hohenmölsen
In der Liste der Bodendenkmale in Hohenmölsen sind alle Bodendenkmale der Stadt Hohenmölsen und ihrer Ortsteile aufgelistet. Grundlage ist die Veröffentlichung der Landesdenkmalliste mit Stand vom 25. Februar 2016. Die Baudenkmale sind in der Liste der Kulturdenkmale in Hohenmölsen aufgeführt.
| Denkmal-ID | Fundart             | Ortsteil    | Bezeichnung                         | Zeitstellung | Lage                                       | Bemerkungen                                                | Bild |
| ---------- | ------------------- | ----------- | ----------------------------------- | ------------ | ------------------------------------------ | ---------------------------------------------------------- | ---- |
| 428300025  | Grabmal > Grabhügel | Aupitz      | Grabhügel                           | Neolithikum  | 0,6 km nordwestlich vom Ort ()             | flacher Hügel direkt neben der Weißenfelser Str.           |      |
| 428300658  | Befestigung > Burg  | Großgrimma  | Burganlage                          | Mittelalter  | ()                                         | Im südlichen Spornbereich sind noch Kellerreste vorhanden. |      |
| 428300027  | Befestigung > Burg  | Hohenmölsen | Erdwerk – Spornburg „Burgstädel“    | Mittelalter  | westlich Stadtrand (Lage)                  | mehrere Altholzstapel im Burggraben                        |      |
| 428300028  | Grabmal > Grabhügel | Hohenmölsen | Grabhügel                           | Neolithikum  | östlich Stadtrand, Köttichauer Str. (Lage) | Denkmal in die Straßenböschung eingearbeitet               |      |
| 428300030  | Befestigung > Burg  | Rössuln     | Befestigung – Wasserburg „Der Wall“ | Mittelalter  | Webau, im Ortsteil Rössuln (Lage)          | Brücke zu Insel zerstört, Wassergraben verlandet           |      |